# IHF-Pokal 1981/82
Der IHF-Pokal 1981/82 war die 1. Austragung des von der Internationalen Handballföderation eingeführten Wettbewerbs. Es nahmen 18 Handball-Vereinsmannschaften teil, die sich in der vorangegangenen Saison in ihren Heimatländern für den Europapokal qualifiziert hatten. Der VfL Gummersbach setzte sich im Finale gegen die jugoslawische Mannschaft von RK Željezničar Sarajevo durch und trug sich als erster in die Siegerliste ein.

## 1. Runde
|                 | Gesamt |                  | Hinspiel | Rückspiel |
| --------------- | ------ | ---------------- | -------- | --------- |
| HB Mechelen     | 40:36  | HC Berchem       | 21:14    | 19:22     |
| Teknik Istanbul | 27:39  | SSV Forst Brixen | 16:16    | 11:23     |

Durch ein Freilos zogen IFK Karlskrona, VfL Gummersbach, SC Leipzig, Bányász Tatabánya, SMUC Marseille, Pfadi Winterthur, Kronohagens IF, FH Hafnarfjörður, Slavia Prag, UHK Krems, Fredensborg/Ski IL, Holte IF, RK Željezničar Sarajevo und HV Hermes Den Haag direkt in das Achtelfinale ein.

## Achtelfinale
|                         | Gesamt |                    | Hinspiel | Rückspiel |
| ----------------------- | ------ | ------------------ | -------- | --------- |
| IFK Karlskrona          | 45:54  | VfL Gummersbach    | 26:27    | 19:27     |
| SC Leipzig              | 50:50  | Bányász Tatabánya  | 27:20    | 23:30     |
| SMUC Marseille          | 34:35  | Pfadi Winterthur   | 15:19    | 19:16     |
| Kronohagens IF          | 52:47  | HB Mechelen        | 26:26    | 26:21     |
| SSV Forst Brixen        | 37:36  | FH Hafnarfjörður   | 25:25    | 12:11     |
| Slavia Prag             | 58:38  | UHK Krems          | 28:12    | 30:26     |
| Fredensborg/Ski IL      | 56:49  | Holte IF           | 31:27    | 25:22     |
| RK Željezničar Sarajevo | 46:36  | HV Hermes Den Haag | 22:19    | 24:17     |

1. ↑  Der SC Leipzig qualifizierte sich aufgrund der Auswärtstorregel für die nächste Runde.

## Viertelfinale
|                         | Gesamt |                    | Hinspiel | Rückspiel |
| ----------------------- | ------ | ------------------ | -------- | --------- |
| SC Leipzig              | 30:31  | VfL Gummersbach    | 16:14    | 14:17     |
| Kronohagens IF          | 33:42  | Pfadi Winterthur   | 18:22    | 15:20     |
| SSV Forst Brixen        | 44:47  | Slavia Prag        | 22:25    | 22:22     |
| RK Željezničar Sarajevo | 51:32  | Fredensborg/Ski IL | 26:16    | 25:16     |

## Halbfinale
|                         | Gesamt |                 | Hinspiel | Rückspiel |
| ----------------------- | ------ | --------------- | -------- | --------- |
| Pfadi Winterthur        | 26:40  | VfL Gummersbach | 14:16    | 12:24     |
| RK Željezničar Sarajevo | 52:37  | Slavia Prag     | 28:19    | 24:18     |

## Finale
Das Finale fand am 2. Mai 1982 in der Dortmunder Westfalenhalle statt.
|                 | Ergebnis |                         |
| --------------- | -------- | ----------------------- |
| VfL Gummersbach | 23:14    | RK Željezničar Sarajevo |

RK Željezničar Sarajevo: Adnan Dizdar, Zoran Jovanović; Adem Vukas, Ramiz Duraković, Jefto Perišić, Mišo Todorović, Zdravko Perleta, Ejub Kukavica, Milomir Mijatović, Mustafa Džonlagić, Emir Junuzović, Goran Nerić.